# Tatjana Jurjewna Rjabkina

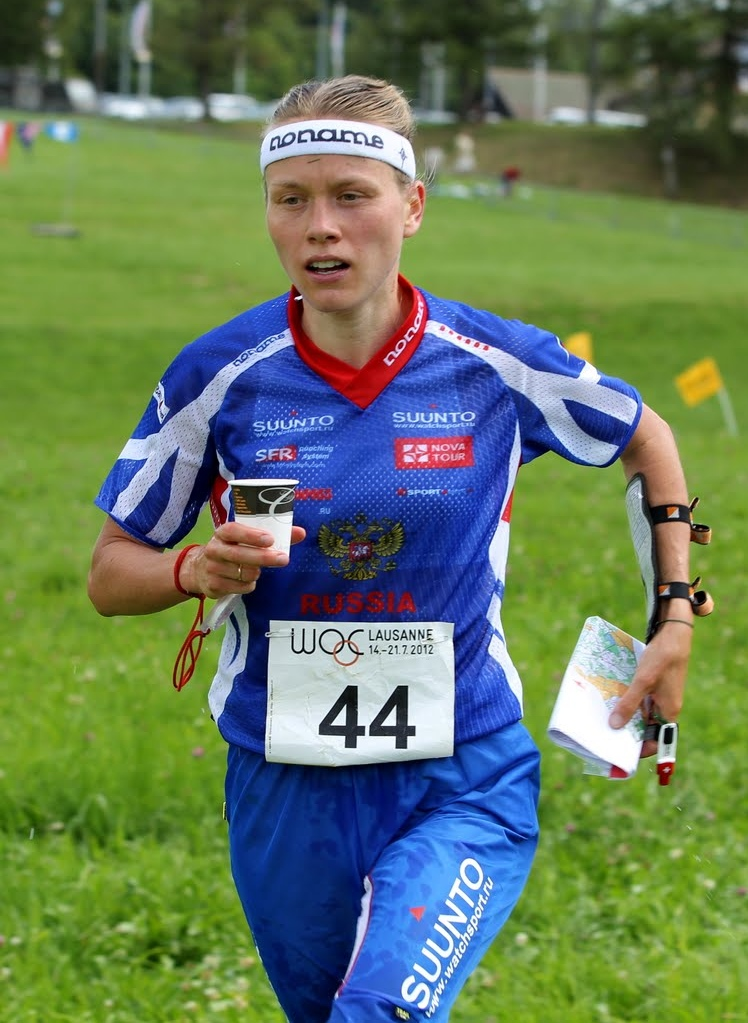
Tatjana Rjabkina, 2012

Tatjana Jurjewna Rjabkina (russisch Татьяна Юрьевна Рябкина, geborene Pereljajewa (russisch Переляева); * 13. Mai 1980 in Moskau) ist eine russische Orientierungsläuferin.
Zwischen 1998 und 2000 gewann Rjabkina vier Titel bei den Junioren-Weltmeisterschaften. Infolgedessen wurde sie auch in den russischen Nationalkader aufgenommen und startete fortan bei Welt- und Europameisterschaften. Das Jahr 2004 sollte das bis dahin beste Jahr der russischen Läuferin werden. Bei den Europameisterschaften im dänischen Roskilde gewann sie die Bronzemedaille auf der Mittel- und auf der Langdistanz hinter Hanne Staff aus Norwegen und Dainora Alšauskaitė aus Litauen bzw. hinter Simone Niggli-Luder aus der Schweiz und Emma Claesson aus Schweden. Außerdem gewann sie in der Staffel mit Natalja Efimowa und Olga Belozerowa Bronze. Bei den Weltmeisterschaften zwei Monate später in Västerås gewann sie die Silbermedaille auf der Mitteldistanz hinter Hanne Staff. Hinter Simone Niggli-Luder belegte Rjabkina in der Gesamtwertung des Orientierungslauf-Weltcups 2004 den zweiten Platz. Nach dem erfolgreichen Jahr 2004 kam Rjabkina bei allen internationalen Meisterschaftsrennen unter die ersten zehn. Eine Medaille gewann sie erneut 2006 mit Weltmeisterschaftsbronze auf der Mitteldistanz. 2008 wurde sie Vizeeuropameisterin auf der Langdistanz – den Sieg holte sich die Norwegerin Anne Margrethe Hausken. Mit der Staffel wurde sie gemeinsam mit Natalja Kortschowa und Julia Nowikowa ebenfalls Zweite. Bei den Weltmeisterschaften im selben Jahr in Olomouc gewann sie mit Galina Winogradowa und Julia Nowikowa Staffelsilber. 2012 gewann sie den traditionsreichen Mehrtage-OL O-Ringen in Schweden. Bei den Europameisterschaften im selben Jahr gewann sie bei zwei Einzelstarts Silber und Bronze sowie mit Natalja Efimowa und Swetlana Mironowa Gold in der Staffel. Bei den Weltmeisterschaften 2012 gewann sie Bronze auf der Mitteldistanz und wurde Vierte auf der Langdistanz und mit der Staffel. Die Weltcupsaison 2013 beendete sie als Dritte.
Rjabkina läuft international für den Verein Hellas, mit dem sie 2004 und 2009 den zweiten Platz bei der Venla belegte.

## Platzierungen
| Weltmeisterschaften | Sprint | Mittel | Lang | Staffel |
| ------------------- | ------ | ------ | ---- | ------- |
| 1999 Inverness      |        | 16.    | 39.  |         |
| 2001 Tampere        |        | 12.    | 20.  | 10.     |
| 2003 Rapperswil     |        | 16.    | 20.  | 8.      |
| 2004 Västerås       |        | 2.     | 15.  | 5.      |
| 2005 Aichi          |        | 6.     | 8.   | 6.      |
| 2006 Aarhus         |        | 3.     | 9.   | 7.      |
| 2007 Kiew           |        | 6.     | 7.   | 5.      |
| 2008 Olomouc        |        | 5.     |      | 2.      |
| 2009 Miskolc        |        |        |      | 6.      |
| 2012 Lausanne       |        | 3.     | 4.   | 4.      |
| 2013 Vuokatti       |        | 7.     | 5.   | 6.      |

| Europameisterschaften | Sprint | Mittel | Lang | Staffel |
| --------------------- | ------ | ------ | ---- | ------- |
| 2000 Truskawez        |        | 8.     | 15.  |         |
| 2002 Sümeg            |        | 15.    | 7.   |         |
| 2004 Roskilde         |        | 3.     | 3.   | 3.      |
| 2006 Otepää           |        | 4.     |      |         |
| 2008 Ventspils        |        | 4.     | 2.   | 2.      |
| 2012 Falun            |        | 3.     | 2.   | 1.      |

| World Games   | Sprint | Mittel | Staffel |
| ------------- | ------ | ------ | ------- |
| 2005 Duisburg |        | 4.     | 2.      |

| Gesamt-Weltcup | Gesamt-Weltcup |
| -------------- | -------------- |
| 1998           | 32.            |
| 2000           | 42.            |
| 2002           | 14.            |
| 2004           | 2.             |
| 2005           | 34.            |
| 2006           | 23.            |
| 2007           | 7.             |
| 2008           | 14.            |
| 2011           | 119.           |
| 2012           | 3.             |
| 2013           | 6.             |